# Marquesado de Mac-Mahón
El marquesado de Mac-Mahón es un título nobiliario español creado el 11 de septiembre de 1920 por el rey Alfonso XIII a favor de Pedro Mac-Mahón y Aguirre, Consejero de la Constructura Naval de Bilbao, Consejero del Banco de Vizcaya.

## Marqueses de Mac-Mahón
|                           | Titular                      | Periodo                   |
| Creación por Alfonso XIII | Creación por Alfonso XIII    | Creación por Alfonso XIII |
| ------------------------- | ---------------------------- | ------------------------- |
| i                         | Pedro Mac-Mahón y Aguirre    | 1920-1931                 |
| ii                        | Carolina Mac-Mahón y Jacquet | 1931-                     |
| iii                       | Pedro Ybarra y Mac-Mahón     | -1993                     |
| iv                        | Sofía de Ybarra y Mac-Mahón  | 1993 -2002                |
| v                         | Laura Ybarra y Oriol         | 2005-actual titular       |

## Historia de los Marqueses de Mac-Mahón
- Pedro Mac-Mahón y Aguirre, i marqués de Mac-Mahón.

1. Casó con Sofía Micaela Jacquet y La Salle. Le sucedió su hija:

- Carolina Mac-Mahón y Jacquet, ii marquesa de Mac-Mahón.

1. Casó con José Antonio Ybarra y Careaga. Le sucedió su hijo:

- Pedro Ybarra y Mac-Mahón, iii marqués de Mac-Mahón.

1. Casó con Adela Güell y Ricart, ii baronesa de Güell. Le sucedió su hermana:

- Sofía de Ybarra y Mac-Mahón († 2002), iv marquesa de Mac-Mahón.

1. Casó con Luis Ignacio Arana e Ybarra. Le sucedió su sobrina nieta, hija de su sobrino Pedro Ybarra Güell y Carmen de Oriol y López-Montenegro.

- Laura Ybarra y Oriol, v marquesa de Mac-Mahón.

1. Casó con Ramón Matoses y García-Valdés.